# Sybille Bammer
Sybille Bammer (ur. 27 kwietnia 1980 w Linzu) – austriacka tenisistka.

## Kariera
Jako tenisistka zawodowa debiutowała w 1997, ale po raz pierwszy w imprezie wielkoszlemowej wystąpiła dopiero w sierpniu 2005, odpadając w I rundzie US Open; w Australian Open oraz na Wimbledonie w kolejnym sezonie doszła już do trzeciego etapu.
Wygrała 9 turniejów singlowych z cyklu rozgrywek ITF. Reprezentowała Austrię w Pucharze Federacji.
Szczególnie udane stary notowała 2007. W styczniu tegoż roku doszła do półfinału turnieju w Hobart, pokonując m.in. Amerykankę Serenę Williams, która dwa tygodnie później sięgnęła po wielkoszlemowe zwycięstwo w Australian Open. W lutym 2007 Bammer wygrała pierwszy turniej WTA w karierze – w Pattaya. W marcu 2007 doszła do półfinału dużej imprezy w Indian Wells, gdzie wyeliminowała m.in. wyżej notowane Anę Ivanović i Tatianę Golovin, a przegrała w trzech setach ze Swietłaną Kuzniecową. W Miami niespodziewanie przegrała już w pierwszej rundzie z Émilie Loit. Na kortach w Amelia Island doszła do półfinału przegrywając z Nadią Pietrową. W kolejnym turnieju najwyższej rangi – Kategorii I w Charleston przegrała w trzeciej rundzie z Holenderką Michaëllą Krajicek. 22 kwietnia zagrała w Pucharze Fedaracji w meczu Austria – Australia, wygrywając oba mecze. Na kortach ceglastych w Rzymie i Berlinie nie odnotowała już spektakularnych wyników w obu ponosząc porażkę już w II rundzie z zawodniczkami będącymi od niej wyżej w rankingu WTA kolejno Swietłaną Kuzniecową i Danielą Hantuchovą. W wielkoszlemowym turnieju French Open w Paryżu doszła do 1/8 finału pokonując m.in. Li Na, a przegrywając z Justine Henin.
Swoje drugie zwycięstwo turniejowe odniosła w lipcu 2009 roku w Pradze, pokonując trzy rozstawione zawodniczki – Czeszki Lucie Hradecką i Ivetę Benešovą oraz w finale Włoszkę Francescę Schiavone.

## Życie prywatne
Gra w tenisa od momentu, gdy skończyła 11 lat, a zawdzięcza to swojej matce, Elisabeth. Jej ojciec ma na imię Leopold. Ma siostrę Sabinę. Mówi po niemiecku i angielsku. Mieszka w Linzu.
Sybille Bammer jest związana z Christophem Gschwendtnerem. 21 lipca 2001 na świat przyszła córka pary, Tina Gschwendtner.

## Finały turniejów WTA
| Legenda                     | Legenda |
| --------------------------- | ------- |
| Wielki Szlem                |         |
| Igrzyska olimpijskie        |         |
| WTA Tour Championships      |         |
| 1988 – 2008                 |         |
| Kategoria I                 |         |
| Kategoria II                |         |
| Kategoria III               |         |
| Kategoria IV                |         |
| Kategoria V                 |         |
| 2009 – 2020                 |         |
| WTA Premier Mandatory       |         |
| WTA Premier 5               |         |
| WTA Premier                 |         |
| WTA International Series    |         |
| WTA 125K series (2012–2020) |         |

### Gra pojedyncza
| Końcowy wynik | Nr | Data           | Turniej | Nawierzchnia | Przeciwniczka       | Wynik finału  |
| ------------- | -- | -------------- | ------- | ------------ | ------------------- | ------------- |
| Zwyciężczyni  | 1. | 11 lutego 2007 | Pattaya | Twarda       | Gisela Dulko        | 7:5, 3:6, 7:5 |
| Zwyciężczyni  | 2. | 19 lipca 2009  | Praga   | Ceglana      | Francesca Schiavone | 7:6(4), 6:2   |